# Bézenac
Bézenac – miejscowość i dawna gmina we Francji, w regionie Nowa Akwitania, w departamencie Dordogne. W 2013 roku populacja gminy wynosiła 145 mieszkańców. 
W dniu 1 stycznia 2017 roku z połączenia dwóch ówczesnych gmin – Bézenac oraz Castels – utworzono nową gminę Castels-et-Bézenac. Siedzibą gminy została miejscowość Castels. 